# Pelican Products
Pelican Products ist ein US-amerikanisches, multinationaler Hersteller von Kisten, Behältern und Taschenlampen.

## Geschichte
Pelican Products wurde 1976 von David und Arline Parker gegründet. Im Jahr 2004 wurde das Unternehmen von Behrman Capital für ungefähr 200 Millionen Dollar gekauft. Ein Jahr später wurde Lyndon Faulkner zum Unternehmenschef (CEO). Seitdem hat Pelican Products global neue Standorte errichtet. 2008 teilte das Unternehmen die Übernahme des langjährigen Konkurrenten Hardigg Industries mit. Pelican Products ist heute in 12 Ländern vertreten, verfügt über 22 Büros weltweit und unterhält sechs Produktionsstandorte in Europa und Nordamerika.

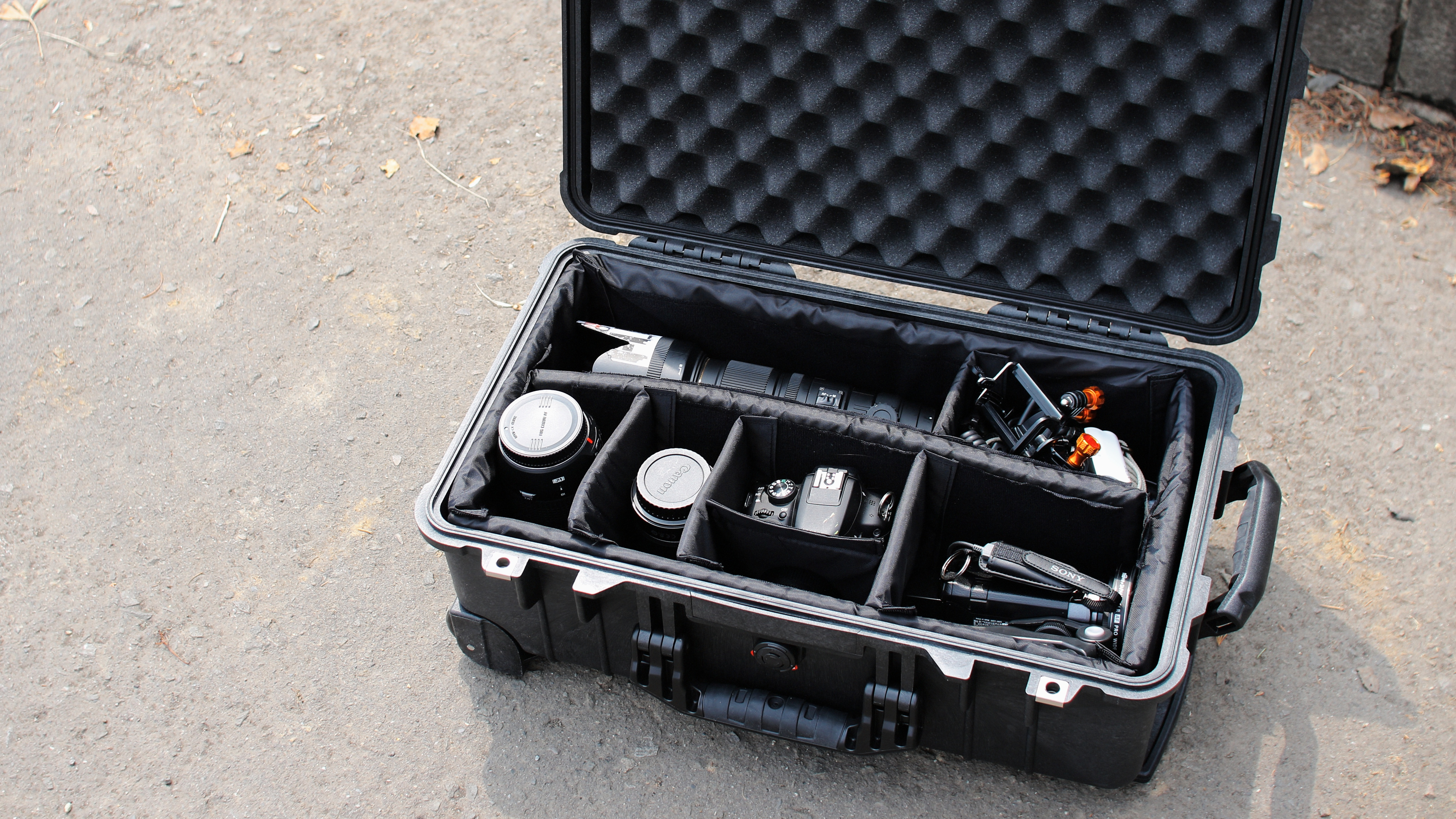
Rollkoffer mit Fotoausrüstung
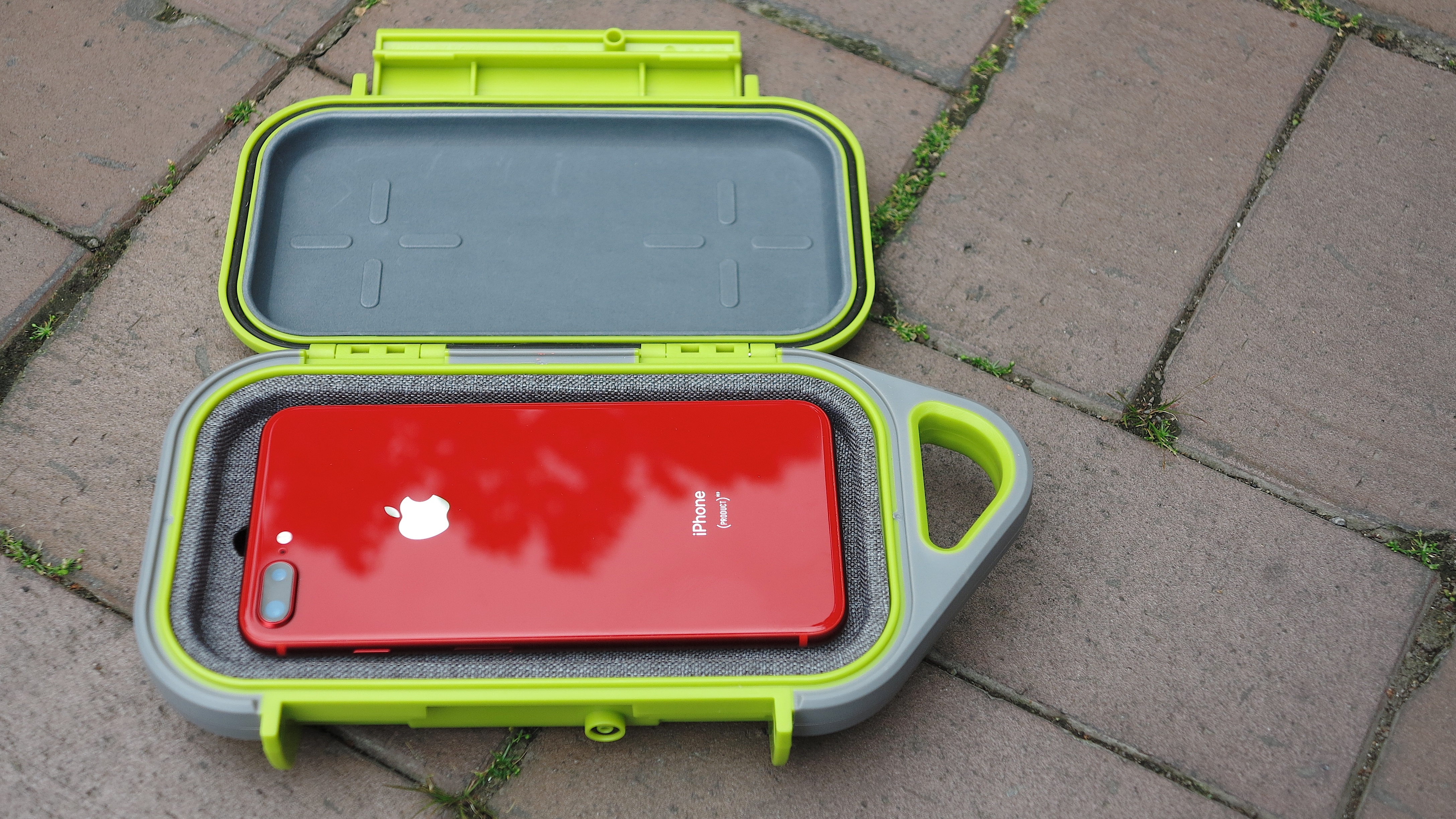
Schutzbehältnis für Smartphone